# Coordinate di Gullstrand-Painlevé

## Quadro storico
Le metriche di Painlevé-Gullstrand (PG)  furono proposte indipendentemente da Paul Painlevé nel 1921 e Allvar Gullstrand nel 1922 come soluzione delle equazioni di Einstein della relatività generale per un sistema sfericamente simmetrico. Non venne riconosciuto fino al 1933 da parte del giornale di Lemaître
che queste soluzioni erano semplicemente trasformazioni in coordinate della classica soluzione di Schwarzschild. Sia Painlevé che Gullstrand usarono questa soluzione per affermare che la teoria di Einstein era incompleta nel fatto che dava soluzioni multiple per il campo gravitazionale di un corpo sferico, e inoltre forniva una fisica differente (loro argomentavano che la lunghezza di un'asta poteva essere nelle direzioni tangenziali talvolta più lunga e talvolta più corta che in quelle radiali). Il "trucco" della proposta di Painlevé era che non rimaneva più ancorato ad una piena (e statica) forma quadratica ma invece permetteva un prodotto spazio-tempo trasversale rendendo la forma metrica non più statica ma stazionaria e la direzione non più simmetrica ma orientata preferenzialmente.
In un secondo e più lungo articolo (14 novembre 1921), Painlevé spiega come ottenne la sua soluzione: risolvendo direttamente le equazioni di Einstein per una generica forma sfericamente simmetrica della metrica.
Il risultato, l'equazione (4) del suo lavoro, dipendeva da due valori arbitrari della coordinata r che davano una doppia infinità di soluzioni. Noi sappiamo che questi rappresentano semplicemente le variabili delle coordinate spaziali e temporali.
Painlevé scrisse ad Einstein per presentare la sua soluzione e invitò Einstein a Parigi per un dibattito. Einstein rispose con una lettera (7 dicembre)
scusandosi per non essere potuto venire subito, e spiegando perché non era convinto della tesi di Painlevé con critiche e soluzioni che enfatizzavano che le coordinate da sole non avevano senso. Alla fine Einstein andò a Parigi a inizio aprile ed il 5 dello stesso mese, in un dibattito al "Collège de France" con Painlevé, Becquerel, Brillouin, Cartan De Donder, Hadamard, Langevin e Nordaman su "gli infiniti potenziali" Einstein, perplesso dal termine non quadratico dell'elemento lineare, rigettò la soluzione di Painlevé. Questo ostacolò a lungo l'accettazione della tesi di Painlevé, principalmente a p. 34 per il dibattito sull'orizzonte e il penultimo paragrafo portando alla fine Einstein a dichiarare il dibattito privo di senso.

## Derivazione
La derivazione delle coordinate di GP richiede di definire i sistemi di quelle successive e di capire come i dati misurati per gli eventi in sistema vadano interpretati nell'altro.
Convenzione: le unità per le variabili sono tutte geometrizzate. Il tempo e la massa sono misurate in metri, la velocità della luce nello spazio vuoto ha valore 1, così come la costante gravitazionale, la metrica è espressa con segnatura (+,-,-,-).

## Coordinate di Schwarzschild
Un osservatore di Schwarzschild è un osservatore lontano (annotatore). Egli non fa misure dirette degli eventi che si verificano in luoghi differenti ed è invece ben lontano dal buco nero e gli eventi. Gli osservatori vicini ad essi sono mandati a fare misure e riferirgliele. L'annotatore raccoglie e compara i risultati dei vari luoghi e i numeri di tali rapporti sono tradotti in dati delle coordinate di Schwarzschild, che forniscono un mezzo sistematico di valutare e descrivere gli eventi globalmente. Di conseguenza il fisico può comparare e interpretare in modo intelligente i dati e può trarne importanti informazioni; la soluzione di Schwarzschild della sua metrica usando le sue coordinate è data da
{\displaystyle d\tau ^{2}=\left(1-{\frac {2M}{r}}\right)\,dt^{2}-{\frac {dr^{2}}{\left(1-{\frac {2M}{r}}\right)}}-r^{2}\,d\theta ^{2}-r^{2}\sin ^{2}\theta \,d\phi ^{2}\,}
dove
t, r, θ, φ sono le coordinate di Schwarzschild,
M è la massa del buco nero.

## Coordinate di Gullstrand-Painlevé
Definiamo una coordinata di un nuovo tempo
{\displaystyle t_{r}=t-f(r)}
per un'arbitraria funzione f(r). Sostituendo con la metrica di Schwarzschild si ottiene
{\displaystyle d\tau ^{2}=\left(1-{\frac {2M}{r}}\right)\,dt_{r}^{2}+2\left(1-{\frac {2M}{r}}\right)\,f'dt_{r}dr-\left({\frac {1}{1-{\frac {2M}{r}}}}-\left(1-{\frac {2M}{r}}\right)\,{f'}^{2}\right)dr^{2}-r^{2}\,d\theta ^{2}-r^{2}\sin ^{2}\theta \,d\phi ^{2}\,}
dove {\displaystyle f'={\frac {df(r)}{dr}}}.
Se ora scegliamo una f(r) tale che il termine moltiplicato {\displaystyle dr^{2}} è 1, otteniamo
{\displaystyle f'=-{\frac {1}{1-{\frac {2M}{r}}}}{\sqrt {\frac {2M}{r}}}}
e la metrica diventa
{\displaystyle d\tau ^{2}=\left(1-{\frac {2M}{r}}\right)\,dt_{r}^{2}-2{\sqrt {\frac {2M}{r}}}dt_{r}dr-dr^{2}-r^{2}\,d\theta ^{2}-r^{2}\sin ^{2}\theta \,d\phi ^{2}\,}
La metrica spaziale (cioè la metrica su una superficie dove  {\displaystyle t_{r}} è costante) è semplicemente quella piatta nella coordinate polari sferiche. Tale metrica è regolare lungo l'orizzonte dove r=2M dato che, nonostante il valore temporale vada a zero, il termine fuori diagonale è comunque diverso da zero e assicura che la metrica sia ancora invertibile (il determinante è {\displaystyle -r^{4}\sin(\theta )^{2}}).
La funzione f(r)  è data da
{\displaystyle f(r)=-\int {\frac {\sqrt {\frac {2M}{r}}}{1-{\frac {2M}{r}}}}dr=2M\left(-2y+\ln \left({\frac {y+1}{y-1}}\right)\right)}
dove {\displaystyle y={\sqrt {\frac {r}{2M}}}}.
La funzione f(r) è chiaramente singolare a r=2M compatibilmente con il fatto che tale singolarità deve essere eliminata nella metrica di Schwarzschild.

## Moto in caduta libera
Definiamo in caduta libera un oggetto che precipita radialmente dall'infinito verso il buco nero partendo in stato stazionario; nelle coordinate di Schwarzschild, la velocità di tale caduta è data da
{\displaystyle {\frac {dr}{dt}}=-\left(1-{\frac {2M}{r}}\right){\sqrt {\frac {2M}{r}}}.\,}
- la velocità tende a 0 quando la coordinata r approssima il raggio di Schwarzschild.  All'annotatore la caduta sembra rallentare quando ci si avvicina all'orizzonte e fermarsi quando lo si tocca; qualsiasi osservatore fuori dall'orizzonte vede l'oggetto decelerare, lo spostamento verso il rosso aumentare fino a diventare infinito e non vede mai tale oggetto oltrepassare l'orizzonte. Queste comunque non sono dirette osservazioni fisiche: l'annotatore traduce i dati riportati dai vari osservatori in valori di Schwarzschild e calcola la velocità. Il risultato è solo una percezione apparente.

Nelle coordinate di Gullstrand-Painlevé, la velocità è data da
{\displaystyle {\frac {dr}{dt_{r}}}=\beta =-{\sqrt {\frac {2M}{r}}}.\,}
- La velocità della caduta libera è inversamente proporzionale alla radice quadrata del raggio. In luoghi molto lontani dal buco nero, essa è estremamente piccola; con l'avvicinarsi ad esso aumenta e all'orizzonte diventa 1. Non c'è discontinuità o singolarità su di esso.
- Dentro l'orizzonte, {\displaystyle r<2M\,\!}, la velocità aumenta all'avvicinarsi alla singolarità e diventa infinita quando la si raggiunge; come si vedrà la vera velocità è sempre minore di quella della luce. I risultati possono non essere predetti correttamente intorno alla singolarità per il fatto che la soluzione può essere abbastanza differente quando si tiene conto della meccanica quantistica.
- Nonostante il problema con la singolarità, è comunque possibile calcolare il tempo della caduta libera dall'orizzonte al centro del buco nero integrando l'equazione del moto:

{\displaystyle \int _{0}^{T_{r}}\,dt=-\int _{2M}^{0}\left({\sqrt {\frac {2M}{r}}}\right)^{-1}\,dr.\,}  Il risultato è {\displaystyle T_{r}={\frac {4}{3}}M.\,}
Usando questo risultato per la velocità della caduta possiamo anche trovare il tempo proprio della stessa t lungo la traiettoria:
{\displaystyle d\tau ^{2}=dt_{r}^{2}\left[1-{\frac {2M}{r}}+2{\sqrt {\frac {2M}{r}}}{\sqrt {\frac {2M}{r}}}-{\sqrt {\frac {2M}{r}}}^{2}\right]=dt_{r}^{2}}
cioè il tempo proprio lungo il tragitto della caduta, ovvero il trascorrere del tempo {\displaystyle t_{r}} è esattamente il tempo proprio lungo la traiettoria. Si potrebbero definire le coordinate di Gullastrand-Painlevé in base a questo criterio invece che richiedere che la superficie spaziale sia piatta.
Un insieme di coordinate collegato è quello di Lemaître, in cui la coordinata "radiale" si presume costante lungo il percorso della caduta; poiché r cambia con il procedere della caduta, questa metrica dipende dal tempo mentre quella di GP ne è indipendente.
La metrica ottenuta se noi assumiamo che la funzione f(r) sia negativa rispetto a quella scelta sopra è chiamata sistema di coordinate Gullastrand-Painlevé; ciò che cambia è solo che il termine centrale cambia segno. La metrica è regolare per le particelle che abbandonano il buco nero dirigendosi fuori con una velocità di fuga appena sufficiente (all'infinito la loro velocità tende a 0); nelle coordinate classiche, tali particelle non possono essere descritte per r<2m poiché hanno un valore zero a
{\displaystyle {\frac {dr}{dt_{r}}}} a r=2M. Questo mostra che il buco nero di Schwarzschild ha due orizzonti, uno per il passato e uno per il futuro (dove le particelle cadono quando entrano nel buco nero) mentre la versione alternativa negativa è regolare lungo l'orizzonte del passato (da cui le particelle escono).
Le coordinate di Kruskal-Szekeres sono regolari in entrambi gli orizzonti come risultato di aver costruito una metrica fortemente dipendente dalla coordinate temporali.

## Velocità della luce
Assumiamo un moto radiale.  Per la luce, {\displaystyle d\tau =0\,\!} .  Di conseguenza,
{\displaystyle 0=\left(dr+\left(1+{\sqrt {\frac {2M}{r}}}\ \right)\,dt_{r}\right)\left(dr-\left(1-{\sqrt {\frac {2M}{r}}}\ \right)\,dt_{r}\right),\,}
{\displaystyle {\frac {dr}{dt_{r}}}=\pm 1-{\sqrt {\frac {2M}{r}}}.\,}
- A distanze considerevoli dal buco nero, {\displaystyle r\to \infty \,\!},  {\displaystyle {\frac {dr}{dt_{r}}}=\pm 1\,\!} . La velocità della luce è 1, come nella relatività speciale.
- All'orizzonte degli eventi, {\displaystyle r=2M\,\!}, la velocità dei fotoni diretti radialmente fuori dal centro del buco nero è {\displaystyle {\frac {dr}{dt_{r}}}=0\,\!} .  Non possono uscire dall'orizzonte e rimangono bloccati lì; dal momento che la luce si muove più velocemente di qualsiasi altra materia, un oggetto dotato di massa può solo precipitare dentro: qualsiasi cosa succeda dentro l'orizzonte è nascosta al mondo esterno.
- Dentro il buco nero, r<2M, l'osservatore in caduta libera misura che la luce si muove verso il centro con una velocità maggiore di 2. Questo è plausibile: anche nella relatività speciale, la velocità propria di un oggetto in movimento è  {\displaystyle \quad {\frac {dr_{ff}}{d\tau }}={\frac {v}{\sqrt {1-v^{2}}}}\geq 1\,\!} .  Ci sono due considerazioni importanti da fare:
- Nessun oggetto ha una velocità maggiore della luce nello stesso sistema di riferimento: il principio di causalità è preservato. La velocità della caduta è in verità minore della luce:  {\displaystyle {\frac {\left({\dfrac {dr}{dt_{r}}}\right)_{\text{raindrop}}}{\left({\dfrac {dr}{dt_{r}}}\right)_{\text{light}}}}={\frac {\sqrt {\dfrac {2M}{r}}}{1+{\sqrt {\dfrac {2M}{r}}}}}<1\,\!} .

- Il tempo impiegato da un fotone che parte dall'orizzonte diretto verso il centro del buco nero si può ottenere integrando l'equazione per la velocità della luce, {\displaystyle \int _{0}^{T_{r}}\,dt=-\int _{2M}^{0}\left({\sqrt {\frac {2M}{r}}}+1\right)^{-1}\,dr.\,\!}  Il risultato è {\displaystyle T_{r}=4M\ln 2-2M\approx 0.77M.\,\!}
  - Il tempo di questo tragitto per un buco nero stellare di 3 masse solari è circa 11 microsecondi.
  - Ignorando gli effetti della rotazione, per Sagittarius A*, il buco nero supermassiccio al centro della via Lattea di 4.6 milioni di masse solari, il tempo è di circa 14 secondi.
  - Per il buco nero supermassiccio di 3 miliardi di masse solari (il più grande conosciuto) al centro di Messier 87, una gigantesca galassia ellittica nell'ammasso di Virgo il tempo è di circa 3 ore per il fotone e 5 ore per l'oggetto in caduta libera.
- Il tempo di massima sopravvivenza all'interno di un buco nero per un oggetto dotato di massa, ottenuto calcolando il limite per la velocità tendente a 0 sull'orizzonte degli eventi relativamente alle coordinate di Schwarzschild (cioè come visto da un osservatore esterno) è {\displaystyle \pi M} ; raggiunto tale limite, qualsiasi accelerazione all'interno del buco nero non fa che diminuire il tempo di caduta

## La vista dell'universo per un osservatore in caduta libera
Come apparirebbe l'universo ad un osservatore in caduta libera verso il centro del buco nero? La visuale può essere descritta dalle seguenti equazioni:
{\displaystyle \cos {\boldsymbol {\Phi }}_{r}={\frac {dr_{r}}{dt_{r}}}={\frac {{\sqrt {\dfrac {2M}{r}}}+\cos {\boldsymbol {\Phi }}_{s}}{1+{\sqrt {\dfrac {2M}{r}}}\ \cos {\boldsymbol {\Phi }}_{s}}},\,}
{\displaystyle \cos {\boldsymbol {\Phi }}_{s}={\frac {dr_{s}}{dt_{s}}}=\pm {\sqrt {1-\left(1-{\frac {2M}{r}}\right){\frac {{\mathit {I}}^{2}}{r^{2}}}}},\,\!}
{\displaystyle \phi ={\mathit {I}}\int _{r_{0}}^{\infty }{\frac {dr}{r^{2}\ \cos {\boldsymbol {\Phi }}_{s}}},\,\!}
dove 
{\displaystyle {\boldsymbol {\Phi }}_{r},\ {\boldsymbol {\Phi }}_{s}\,\!} sono gli angoli di visuale dell'osservatore in caduta e dell'osservatore esterno rispetto alla direzione radialmente fuori.
{\displaystyle \ \phi \,\!} è l'angolo tra la stella distante e la direzione radialmente fuori.
{\displaystyle {\mathit {I}}\,\!}   è il parametro di impatto. Ogni raggio di luce può essere ricondotto ad una corrispondente fonte situata all'infinito; il parametro di impatto è la distanza tra la fonte all'infinito ed il raggio parallelo ad essa che è diretto verso il centro del buco nero.
A causa della simmetria sferica, la traiettoria della luce giace sempre su un piano che passa per il centro della sfera; è possibile semplificare la metrica assumendo {\displaystyle \theta ={\frac {\pi }{2}}\,\!}.
Il parametro di impatto {\displaystyle {\mathit {I}}\,\!} può essere calcolato conoscendo la coordinata-r per l'osservatore in caduta {\displaystyle r_{0}\,\!} e vedendo l'angolo {\displaystyle \ {\boldsymbol {\Phi }}_{r0}\,\!}. Quindi l'angolo effettivo {\displaystyle \ \phi \,\!} della stella distante è determinato integrando numericamente {\displaystyle dr\,\!} da {\displaystyle r_{0}\,\!} ad un valore tendente all'infinito.
- A r/M = 500, il buco nero è ancora molto lontano. Occupa un angolo di appena ~ 1 grado nel cielo.  Le stelle non sono distorte dalla sua presenza, eccetto quelle direttamente dietro di esso. Per la lente gravitazionale la luce di tali stelle è spostata 5 gradi dal buco nero. Tra queste stelle ed esso c'è una banda circolare di immagini secondarie delle stesse; questi duplicati sono utili per l'identificazione di buchi neri.
- A r/M = 30,  il buco nero è diventato molto più grande, occupando un diametro di ~15 gradi nel cielo; la banda di immagini secondarie è cresciuta di 10 gradi. Ora è possibile vedere anche immagini terziarie nella banda, che sono prodotte dai raggi di luce hanno già girato una volta intorno al buco nero; le immagini primarie sono distribuite più diffusamente nel cielo. Il modo di distribuzione è simile a quello precedente.
- A r/M = 2, ovvero l'orizzonte degli eventi il buco nero occupa una porzione sostanziale del cielo, circa 42 gradi; la banda di immagini secondarie e terziarie, anziché salire, è scesa a circa 5 gradi. L'effetto di aberrazione è ora dominate; la velocità dell'osservatore ha raggiunto quella della luce. La distribuzione delle immagini primarie sta cambiando drasticamente: esse si stanno spostando verso i confini della banda e gli estremi di essa sono pieni di stelle. Per l'effetto Doppler le immagini primarie delle stelle che erano inizialmente collocate dietro l'osservatore sono ora pesantemente spostate verso il rosso, mentre quelle davanti a lui sono spostate verso il blu e appaiono molto luminose.
- A r/M=0.001, la curva dell'angolo delle stelle distanti con l'angolo di visuale forma un angolo retto rispetto all'angolo di veduta di 90°. Quasi tutte le stelle sono concentrate in uno stretto anello a 90 gradi dalla direzione interna al buco nero; tra tale anello e la direzione interna c'è l'enorme buco nero. Nel lato opposto, solo alcune stelle risplendono debolmente.
- Quando l'osservatore raggiunge la singolarità, {\displaystyle r\rightarrow 0\,\!}, e {\displaystyle \cos {\boldsymbol {\Phi }}_{r}\rightarrow {\sqrt {\frac {r}{2M}}}\,\!} .  La quasi totalità delle stelle e le loro immagini causate da orbite multiple della luce intorno al buco nero sono concentrate in un piccolo punto nell'angolo di visuale a 90°; l'osservatore vede un anello luminoso di stelle che risplende nel cielo buio.
- Tali osservazioni sono valide solo se l'oggetto è in caduta libera; se un astronauta portasse alla massima velocità possibile la navicella per scappare dall'orizzonte, la situazione osservata nella singolarità si verificherebbe su di esso.